# Wereldtentoonstelling van 1867
De Exposition Universelle van 1867 is een wereldtentoonstelling die gehouden werd in Parijs. Het was de tweede wereldtentoonstelling die hier gehouden werd. Het Bureau International des Expositions heeft de tentoonstelling achteraf erkend als de 4e universele wereldtentoonstelling.

## Geschiedenis
In 1864 besloot Napoleon III dat er een internationale tentoonstelling gehouden moest worden in Parijs. Hij stelde een commissie aan met Jérôme Napoleon Bonaparte II als hoofd om dit te organiseren. Als locatie werd het Champ-de-Mars gekozen, dat een gebied besloeg van 48 hectare. Tevens werd het eiland Billancourt als locatie gebruikt.
De expositie werd formeel geopend op 1 april 1867, en gesloten op 31 oktober 1867. In totaal bezochten zo’n 9 238 967 mensen de tentoonstelling, inclusief de exposanten en medewerkers. De tentoonstelling was destijds de grootste tentoonstelling ooit.

## Overzicht
Het centrale gebouw voor de tentoonstelling had een lengte van 490 meter en breedte van 380 meter. In het midden bevond zich een paviljoen met daaromheen een tuin van 166 bij 56 meter. Naast het hoofdgebouw werden er ook bijna 100 kleinere gebouwen gebruikt.
Er waren 50 226 exposanten op de tentoonstelling, waarvan 15.055 uit Frankrijk en zijn koloniën, 6176 uit het Verenigd Koninkrijk en Ierland, 703 uit de Verenigde Staten. De overige exposanten kwamen onder andere uit Japan en Canada.
Een beroemde heropvoering van het ballet Le Corsaire werd door balletmeester Joseph Mazilier opgevoerd als eerbetoon aan de tentoonstelling. De voorstelling vond plaats in de Théâtre Impérial de l´Opéra op 21 oktober 1867.
De wereldkampioenschappen roeien vonden tijdens de tentoonstelling plaats op de Seine. Het Canadese team uit Saint John won. De media vermeldden dit team als The Paris Crew.

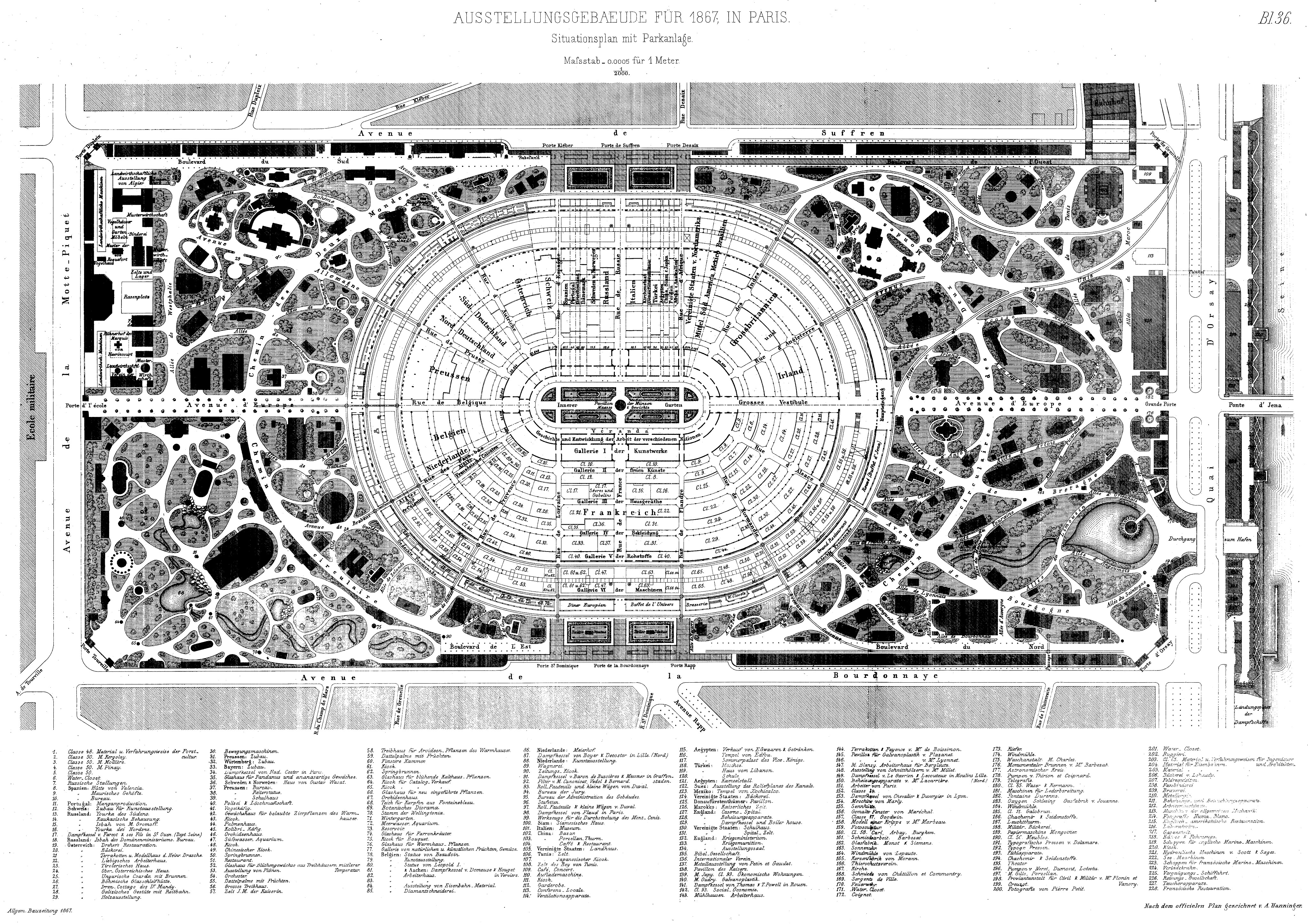
Plattegrond
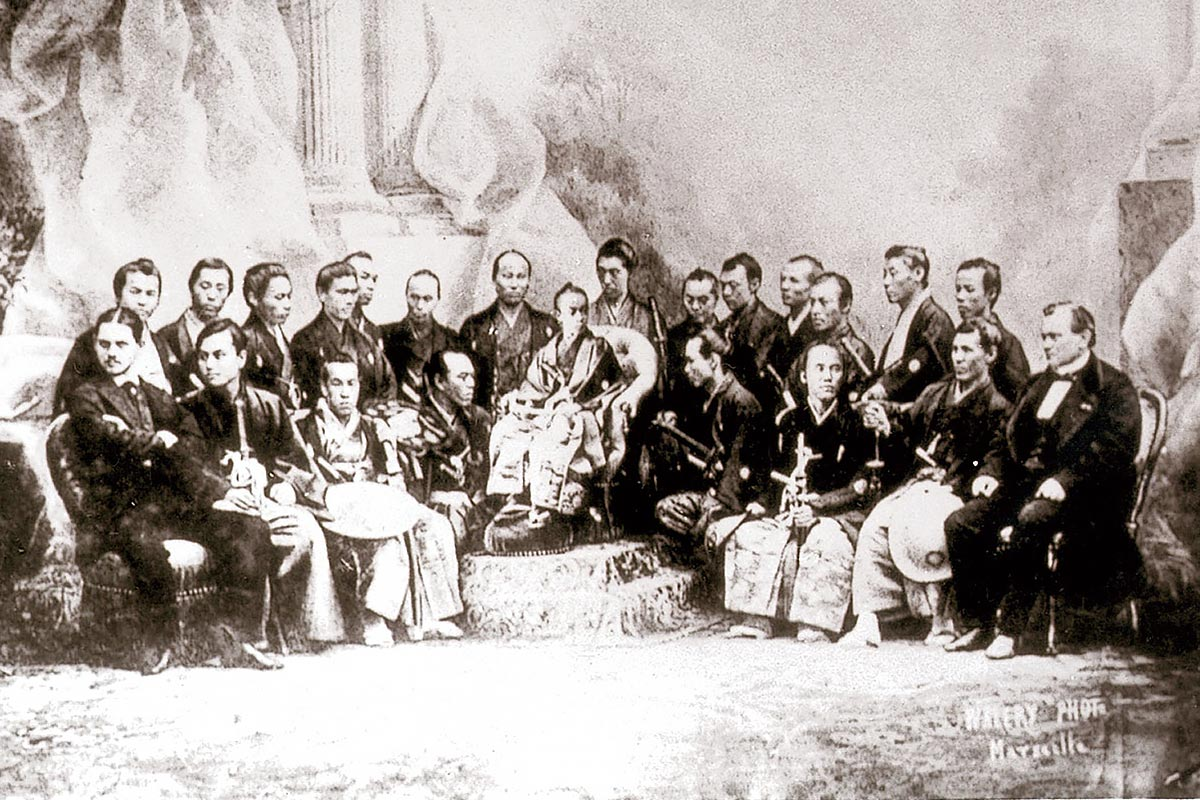
De Japanse delegatie op de Exposition Universelle.
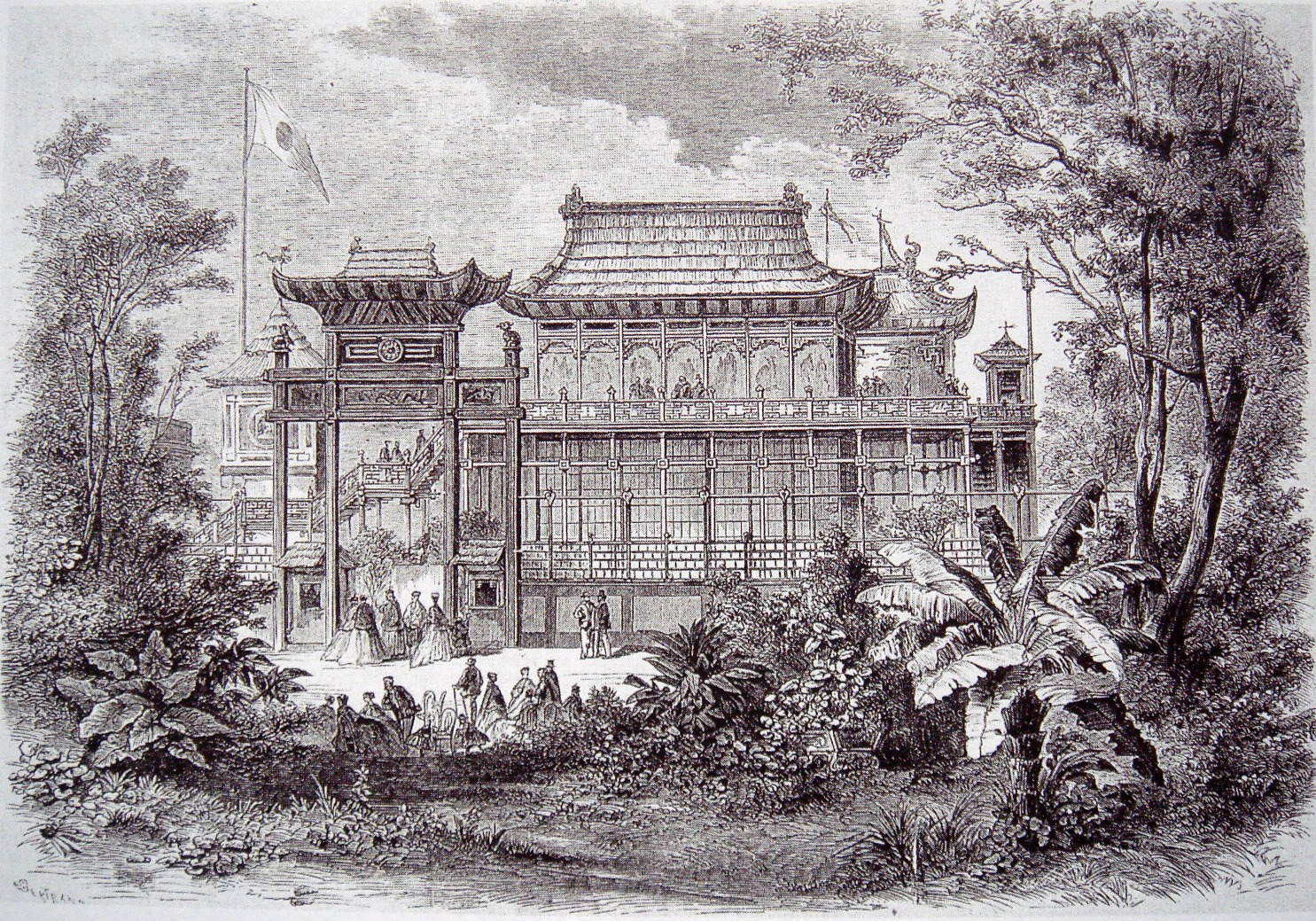
Chinese en Japanse tentoonstelling op de Exposition Universelle.
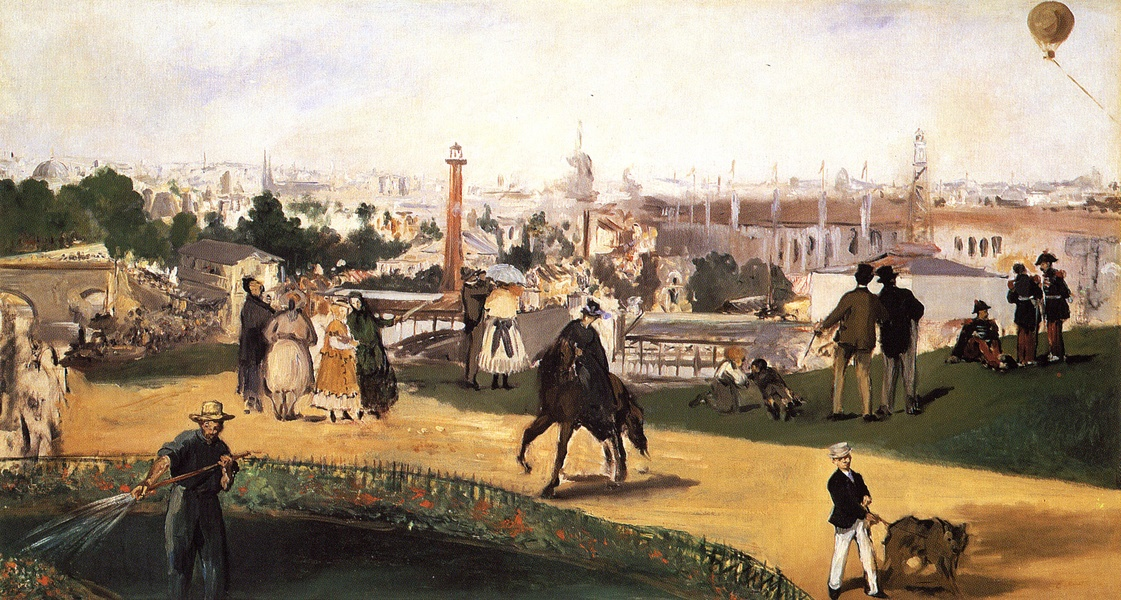
Vue de l'Exposition universelle de Paris 1867, Édouard Manet